# Frenelles-en-Vexin
Frenelles-en-Vexin est une commune nouvelle française résultant de la fusion — au 1er janvier 2019 — des communes de Boisemont, Corny et Fresne-l'Archevêque, située dans le département de la Eure, en région Normandie.

## Géographie

### Hydrographie
La commune est située dans le bassin Seine-Normandie. Elle est drainée par le fossé 01 de la commune de Ecouis, le fossé 01 de la commune de Fresne-l'Archeveque, le fossé 01 de la commune des Andelys, le fossé 02 de la commune de Ecouis, le fossé 02 de la commune de Fresne-l'Archeveque, le fossé 04 de la commune de Ecouis et le fossé 05 de la commune de Ecouis,,.

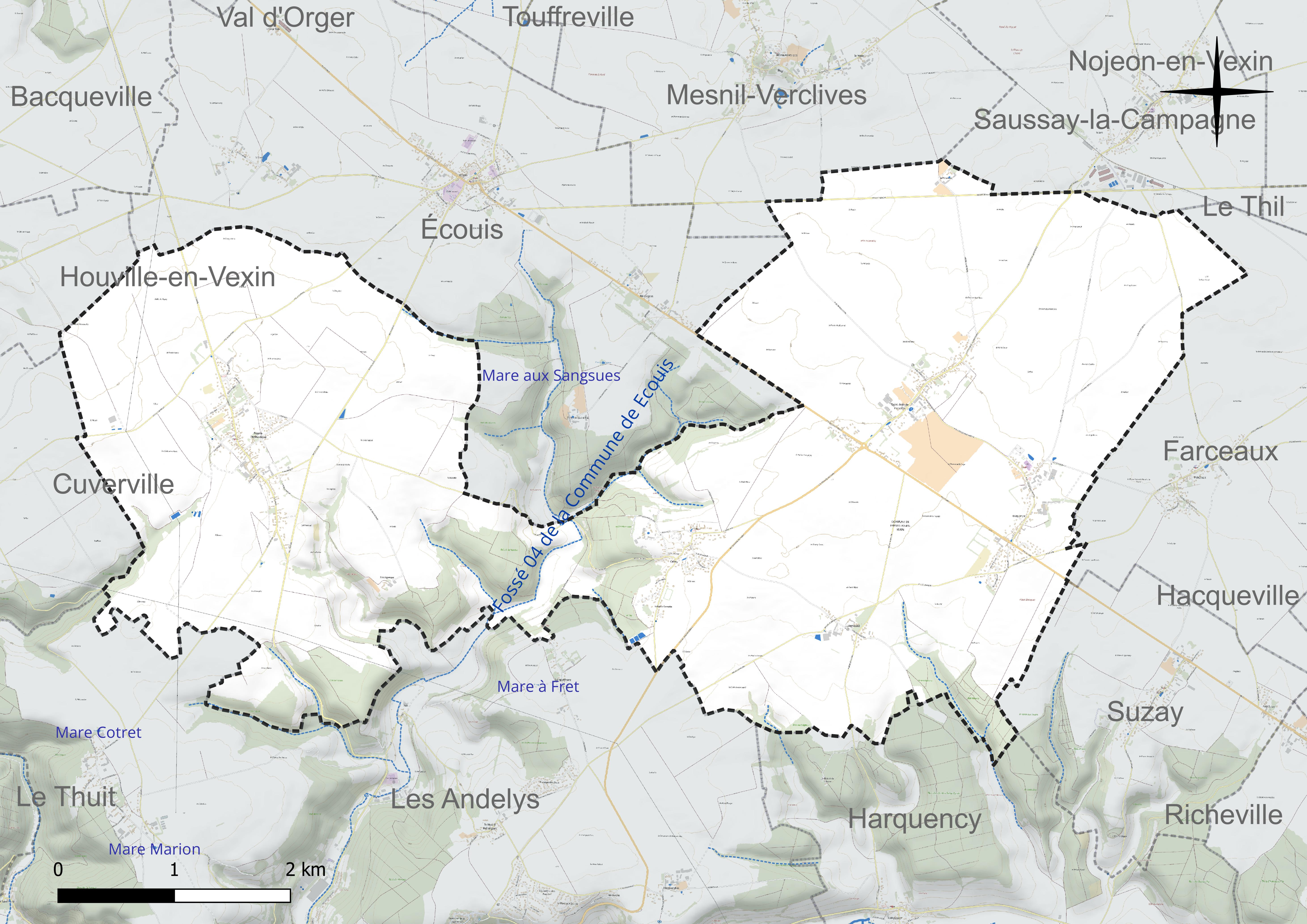
Réseau hydrographique de Frenelles-en-Vexin.

### Climat
Pour des articles plus généraux, voir Climat de la Normandie et Climat de l'Eure.
En 2010, le climat de la commune est de type climat océanique dégradé des plaines du Centre et du Nord, selon une étude du CNRS s'appuyant sur une série de données couvrant la période 1971-2000. En 2020, Météo-France publie une typologie des climats de la France métropolitaine dans laquelle la commune est exposée à un climat océanique et est dans la région climatique Côtes de la Manche orientale, caractérisée par un faible ensoleillement (1 550 h/an) ; forte humidité de l’air (plus de 20 h/jour avec humidité relative > 80 % en hiver), vents forts fréquents. Parallèlement le GIEC normand, un groupe régional d’experts sur le climat, différencie quant à lui, dans une étude de 2020, trois grands types de climats pour la région Normandie, nuancés à une échelle plus fine par les facteurs géographiques locaux. La commune est, selon ce zonage, exposée à un « climat des plateaux abrités », correspondant aux plaines agricoles de l’Eure, avec une pluviométrie beaucoup plus faible que dans la plaine de Caen en raison du double effet d’abri provoqué par les collines du Bocage normand et par celles qui s’étendent sur un axe du Pays d'Auge au Perche.
Pour la période 1971-2000, la température annuelle moyenne est de 10,4 °C, avec  une amplitude thermique annuelle de 14,2 °C. Le cumul annuel moyen de précipitations est de 748 mm, avec 11,8 jours de précipitations en janvier et 8,3 jours en juillet. Pour la période 1991-2020, la température moyenne annuelle observée sur la station météorologique la plus proche, située sur la commune d'Étrépagny à 8 km à vol d'oiseau, est de 11,3 °C et le cumul annuel moyen de précipitations est de 774,0 mm,. Pour l'avenir, les paramètres climatiques de la commune estimés pour 2050 selon différents scénarios d’émission de gaz à effet de serre sont consultables sur un site dédié publié par Météo-France en novembre 2022.

## Urbanisme

### Typologie
Au 1er janvier 2024, Frenelles-en-Vexin est catégorisée commune rurale à habitat dispersé, selon la nouvelle grille communale de densité à 7 niveaux définie par l'Insee en 2022.
Elle est située hors unité urbaine. Par ailleurs la commune fait partie de l'aire d'attraction de Paris, dont elle est une commune de la couronne,.

## Toponymie
Le nom de la localité est attesté sous les formes Fresneles en 1229, Fresnelles en 1262, Fresnel-Boismont en 1870.
Frenelles est un hameau de l'ancienne commune de Corny et doit son nom, d'origine romaine, à une frênaie.
Le Vexin est une région que l'on peut délimiter approximativement d'est en ouest entre Pontoise et Romilly-sur-Andelle et du nord au sud entre Auneuil et la Seine près de Vernon.

## Histoire
La commune est créée au 1er janvier 2019 par un arrêté préfectoral du 27 novembre 2018.

## Politique et administration

### Liste des maires
| Période      | Période  | Identité     | Étiquette | Qualité |
| ------------ | -------- | ------------ | --------- | ------- |
| Janvier 2019 | En cours | Aline Bertou | DVD       |         |

### Communes déléguées
| Nom                 | Code Insee | Intercommunalité                 | Superficie (km2) | Population (dernière pop. légale) | Densité (hab./km2) |
| ------------------- | ---------- | -------------------------------- | ---------------- | --------------------------------- | ------------------ |
| Boisemont (siège)   | 27070      | CA Seine Normandie Agglomération | 13,22            | 750 (2016)                        | 57                 |
| Corny               | 27175      | CA Seine Normandie Agglomération | 5,26             | 376 (2016)                        | 71                 |
| Fresne-l'Archevêque | 27270      | CA Seine Normandie Agglomération | 10,58            | 562 (2016)                        | 53                 |

## Démographie
L'évolution du nombre d'habitants est connue à travers les recensements de la population effectués dans la commune depuis sa création.

En 2022, la commune comptait 1 690 habitants, en évolution de +0,12 % par rapport à 2016 (France hors Mayotte : +2,11 %).
| 2015  | 2020  | 2022  |
| ----- | ----- | ----- |
| 1 689 | 1 714 | 1 690 |

## Culture locale et patrimoine

### Lieux et monuments
- Église Saint-Martin de Fresne-l'Archevêque.